# Alois Wührer
Alois Wührer (* 4. September 1906 in Kirchdorf am Inn; † 22. November 1981 in Salzburg) war ein österreichischer Politiker (ÖVP) und Landwirt. Er war von 1953 bis 1966 Abgeordneter zum Österreichischen Nationalrat und Bürgermeister von Kirchdorf am Inn.

## Ausbildung und Beruf
Wührer besuchte nach der Volksschule die Handelsschule und absolvierte von 1923 bis 1925 die Landesackerbauschule Ritzlhof. Er besuchte milchlandwirtschaftliche Kurse an der Molkereischule in Wolfpassing und arbeitete als Molkereileiter in Mauerkirchen und Geinberg. Zwischen 1926 und 1929 war er Praktikant auf dem Gut des dänischen Landwirtschaftspräsidenten und leitete von 1929 bis 1943 als Leiter der Molkereigenossenschaft Eferding. Zuvor hatte er 1941 die Landwirtschaft seiner Eltern übernommen. Er war von 1948 bis 1979 Obmann der Molkereigenossenschaft Geinberg, von 1948 bis 1979 Vorstandsmitglied des Schärdinger Molkereiverbandes und von 1955 bis 1981 Vorstandsmitglied des Raiffeisenverbandes Oberösterreich. Zudem war er Vorstandsmitglied und zuletzt Aufsichtsratsvorsitzender der Volksbank Altheim.

## Politik
Wührer trat mit 1. Mai 1938 der NSDAP bei (Mitgliedsnummer 6.301.188). Nach dem Zweiten Weltkrieg engagierte sich Wührer von 1948 bis 1950 als Bezirksobmann des ÖVP-Bauernbundes in Obernberg am Inn und war von 1949 bis 1953 Obmann der Bauernkammer Ried im Innkreis. Er übte vom 23. Oktober 1955 bis zum 21. Oktober 1973 das Amt des Bürgermeisters von Kirchdorf am Inn aus und war vom 18. März 1953 bis zum 30. März 1966 Abgeordneter zum Nationalrat. Des Weiteren hatte er von 1960 bis 1973 erneut das Amt des Bezirksobmanns des ÖVP-Bauernbundes in Obernberg am Inn inne.

## Auszeichnungen
- Silberne Raiffeisenplakette (1960)
- Großes Ehrenzeichen für Verdienste um die Republik Österreich (1966)
- Goldene Raiffeisenplakette (1971)
- Goldenes Ehrenzeichen des Genossenschaftsverbandes
- Ehrenbürger von Kirchdorf am Inn